# Энергия океана
Энергия океана — энергия, получаемая при помощи морских волн, приливов, солёности, течений и разницы в температуре вод океана.
Мировой океан является естественным аккумулятором огромного количества солнечной энергии, поступающей на Землю. В таблице представлены основные формы энергии, которые могут быть доступны человеку на современном уровне технического развития и в ближайшем будущем.
| Название                                      | Источник                                                   | Оценка потенциальных ресурсов | Оценка себестоимости производства энергии |
| --------------------------------------------- | ---------------------------------------------------------- | ----------------------------- | ----------------------------------------- |
| Энергия волн                                  | волны в океане, прибрежные волны                           | 8 — 80 тыс. ТВт/год           | 90-137 долл./МВт                          |
| Энергия приливов                              | приливы моря и океана                                      | 200 ТВт/год                   | н/д                                       |
| Энергия течений                               | сильные морские течения                                    | 0,8- 5 ТВт / год              | 56-168 долл./МВт                          |
| Энергия температурного градиента морской воды | разница температуры воды у поверхности и на глубине океана | 10 тыс. МВт / год             | н/д                                       |